# Andrea Piras
Andrea Piras (Desio, 5 februari 2002) is een Italiaans wielrenner.

## Carrière
Als eerstejaars junior werd Piras vierde op het door Andrea Piccolo gewonnen nationale kampioenschap tijdrijden. Later dat jaar werd hij derde in de Ronde van de Lunigiana, waar hij wel het jongerenklassement won. Op het wereldkampioenschap eindigde hij op plek 23 in de tijdrit.
In 2022 won Piras het bergklassement in de tweedaagse Grote Prijs van Gemenc.
In 2025 werd Piras prof bij Team Solution Tech-Vini Fantini. Zijn debuut voor de ploeg maakte hij in de GP La Marseillaise. In maart maakte hij zijn debuut in de UCI World Tour, toen hij aan de start stond van de Strade Bianche.

## Palmares

### Overwinningen
2019
Jongerenklassement Ronde van de Lunigiana
2022
Bergklassement Grote Prijs van Gemenc

### Resultaten in voornaamste wedstrijden
| Jaar | Strade Bianche |
| ---- | -------------- |
| 2025 | opgave         |

## Ploegen
- 2021 –  Beltrami TSA-Tre Colli
- 2022 –  Beltrami TSA-Tre Colli
- 2023 –  Beltrami TSA-Tre Colli
- 2025 –  Team Solution Tech-Vini Fantini